# Вооре (Сааре)
Во́оре (ест. Voore küla) — село в Естонії, входить до складу волості Сааре, повіту Йиґевамаа.
У селі збереглися пам'ятки палацо-паркового мистецтва.
Є база відпочинку готельного типу.

## Галерея

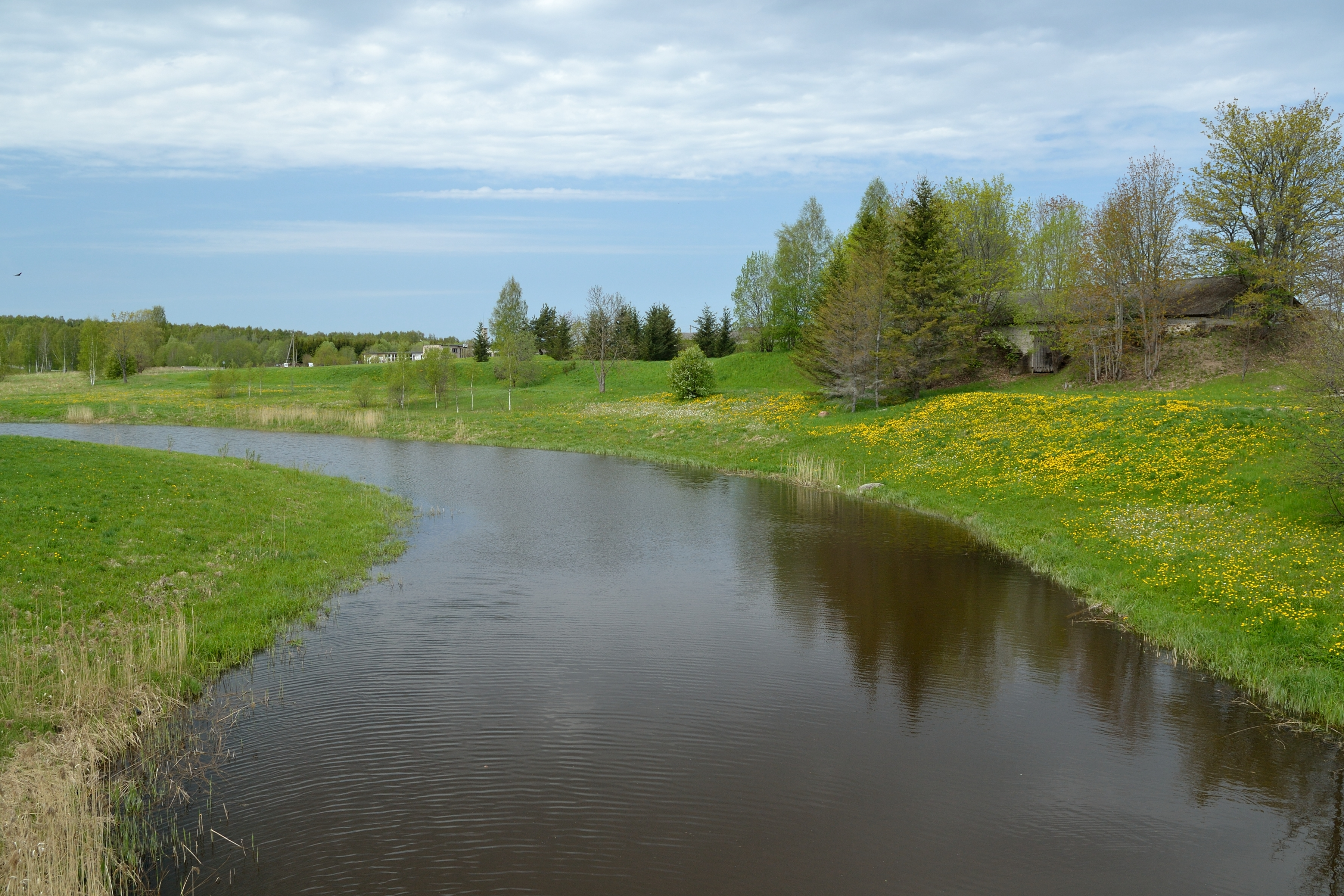
Річка Куллавере
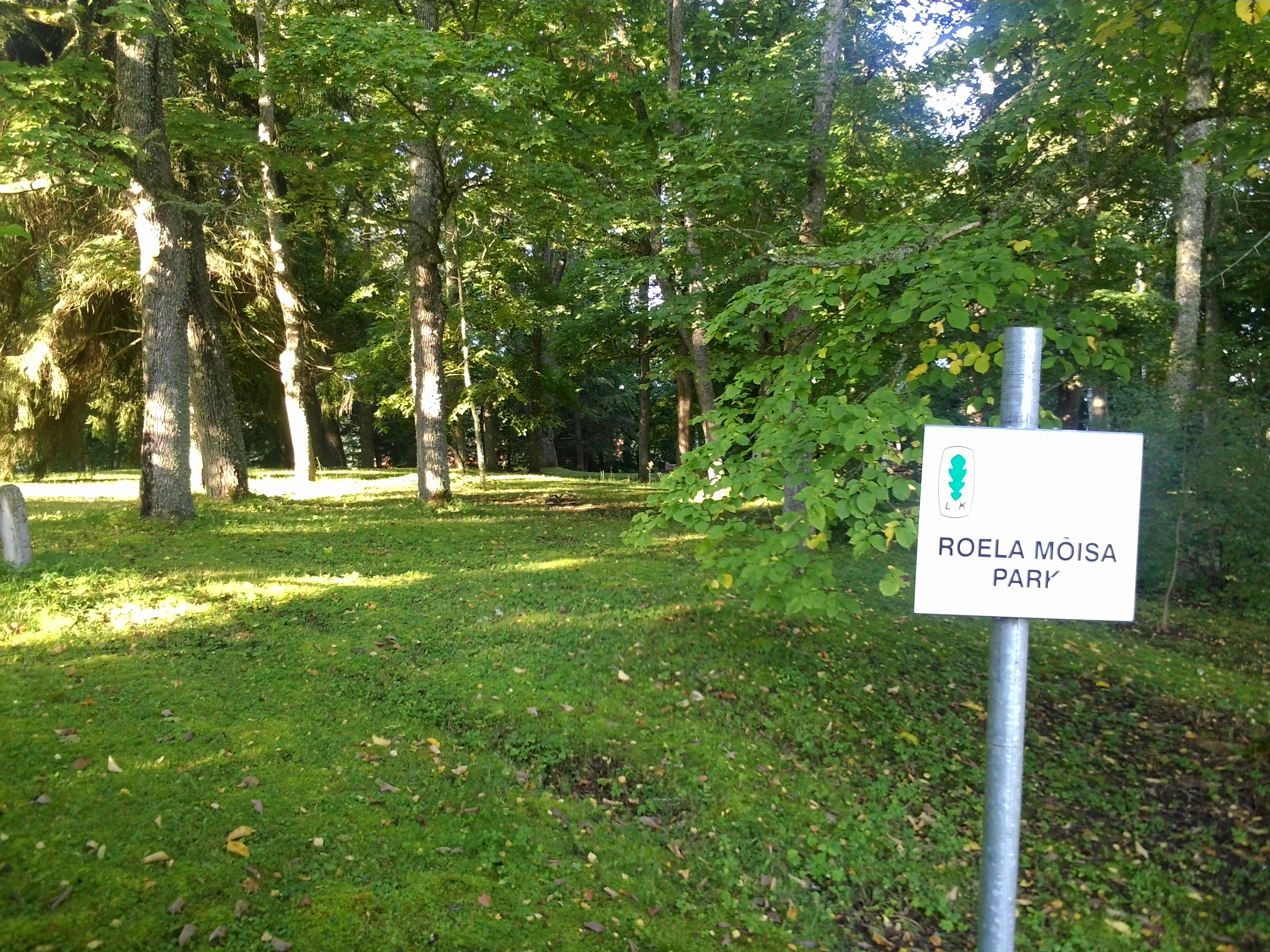
Парк
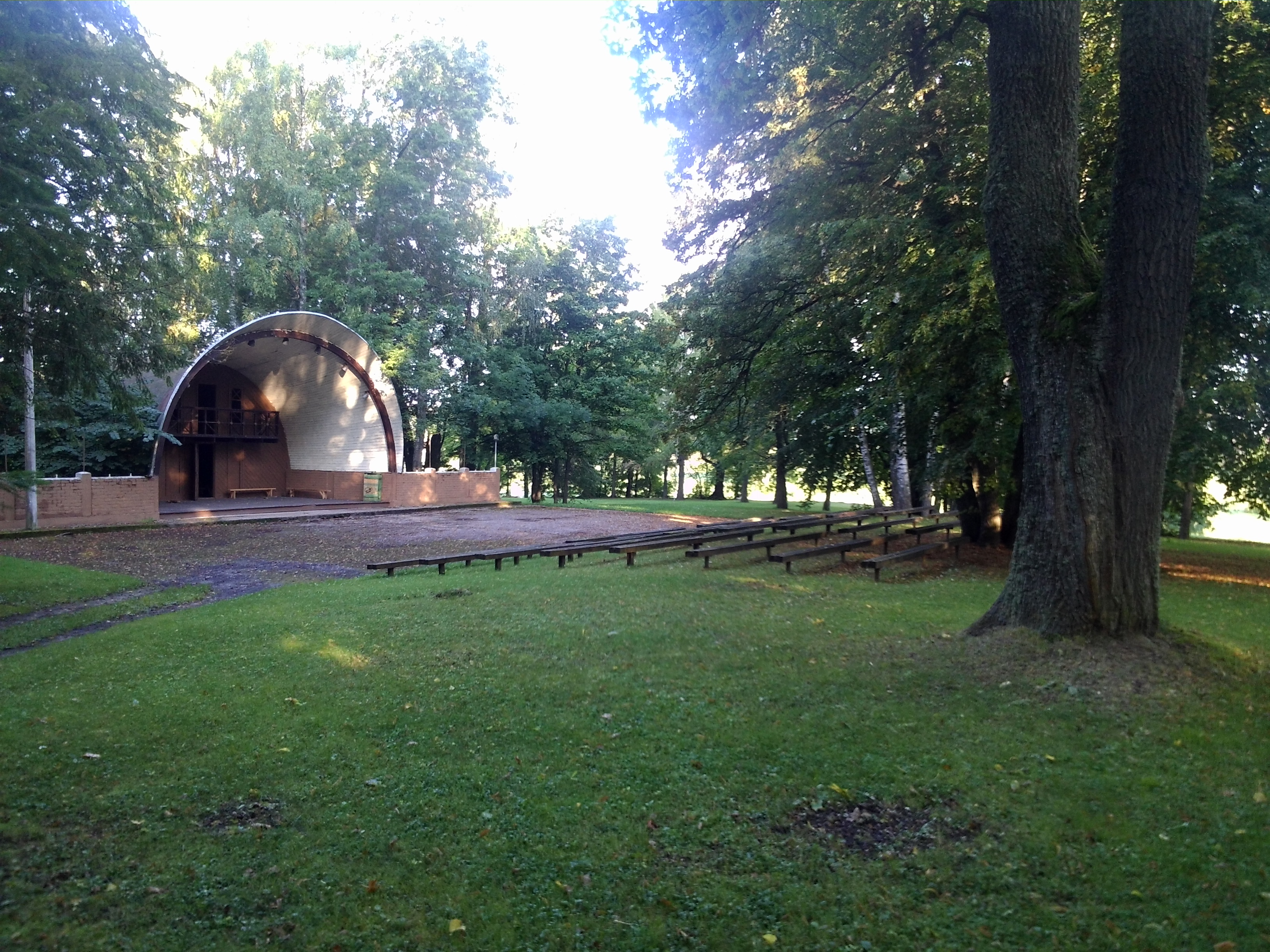
Парк
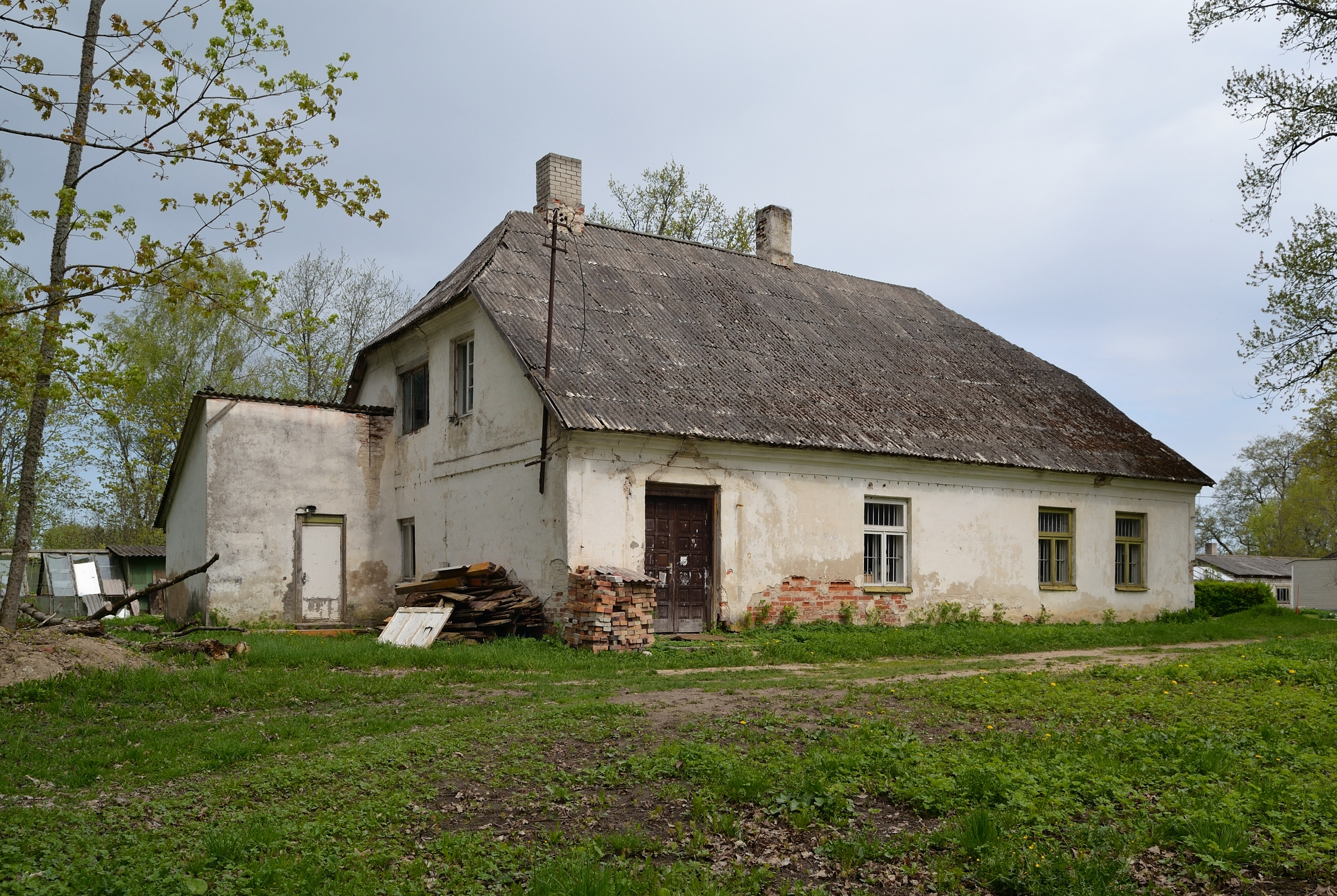
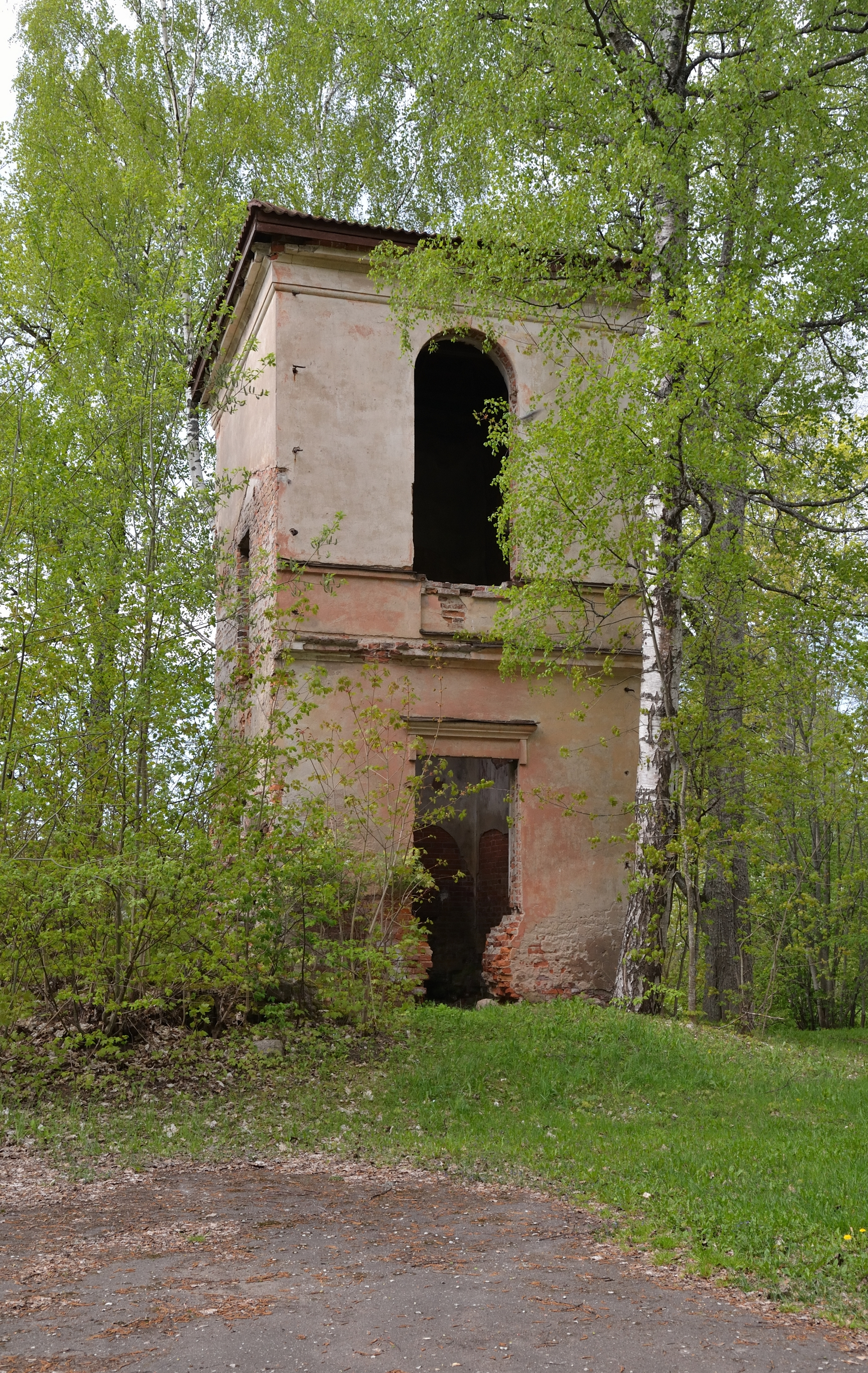
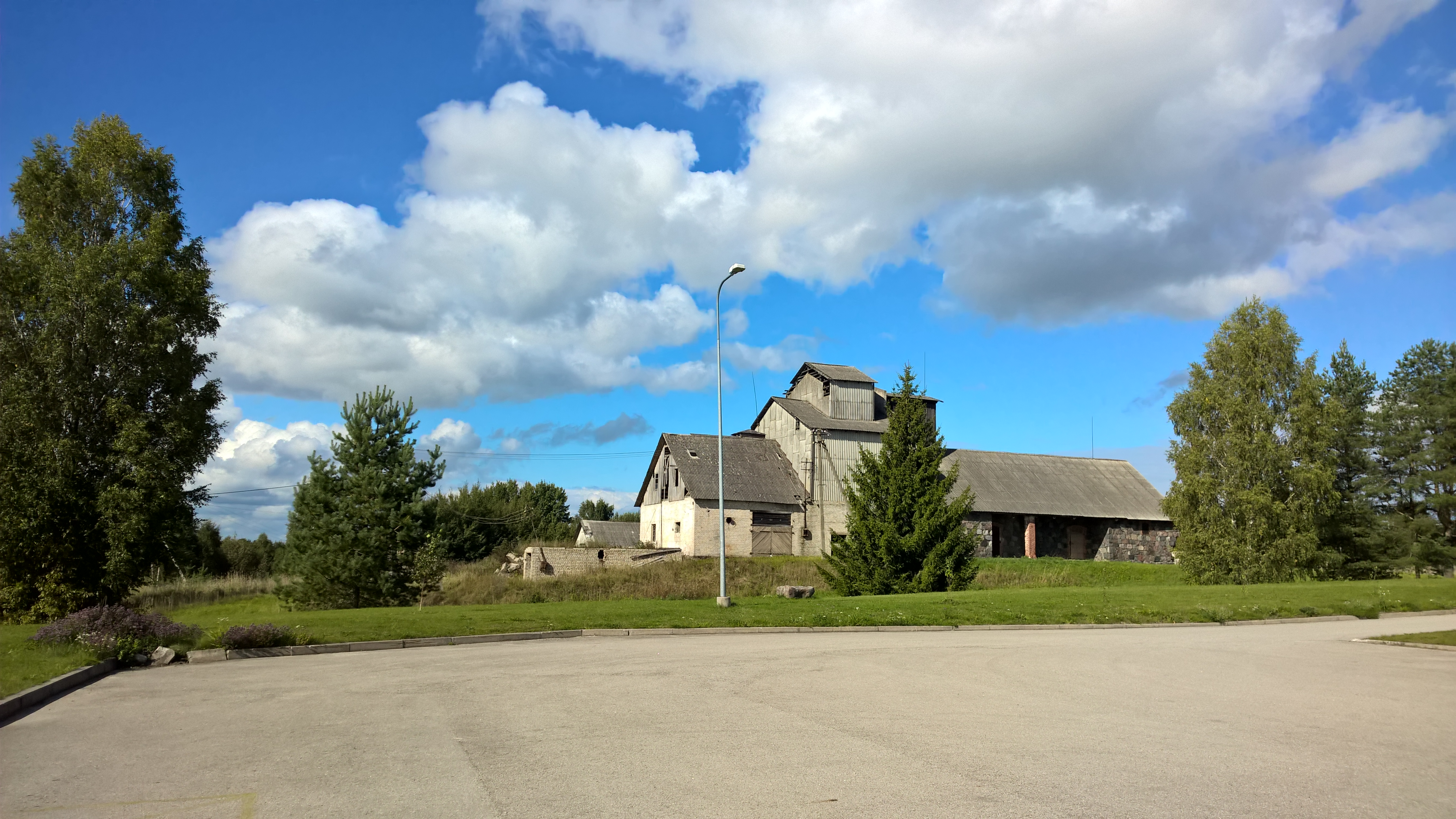
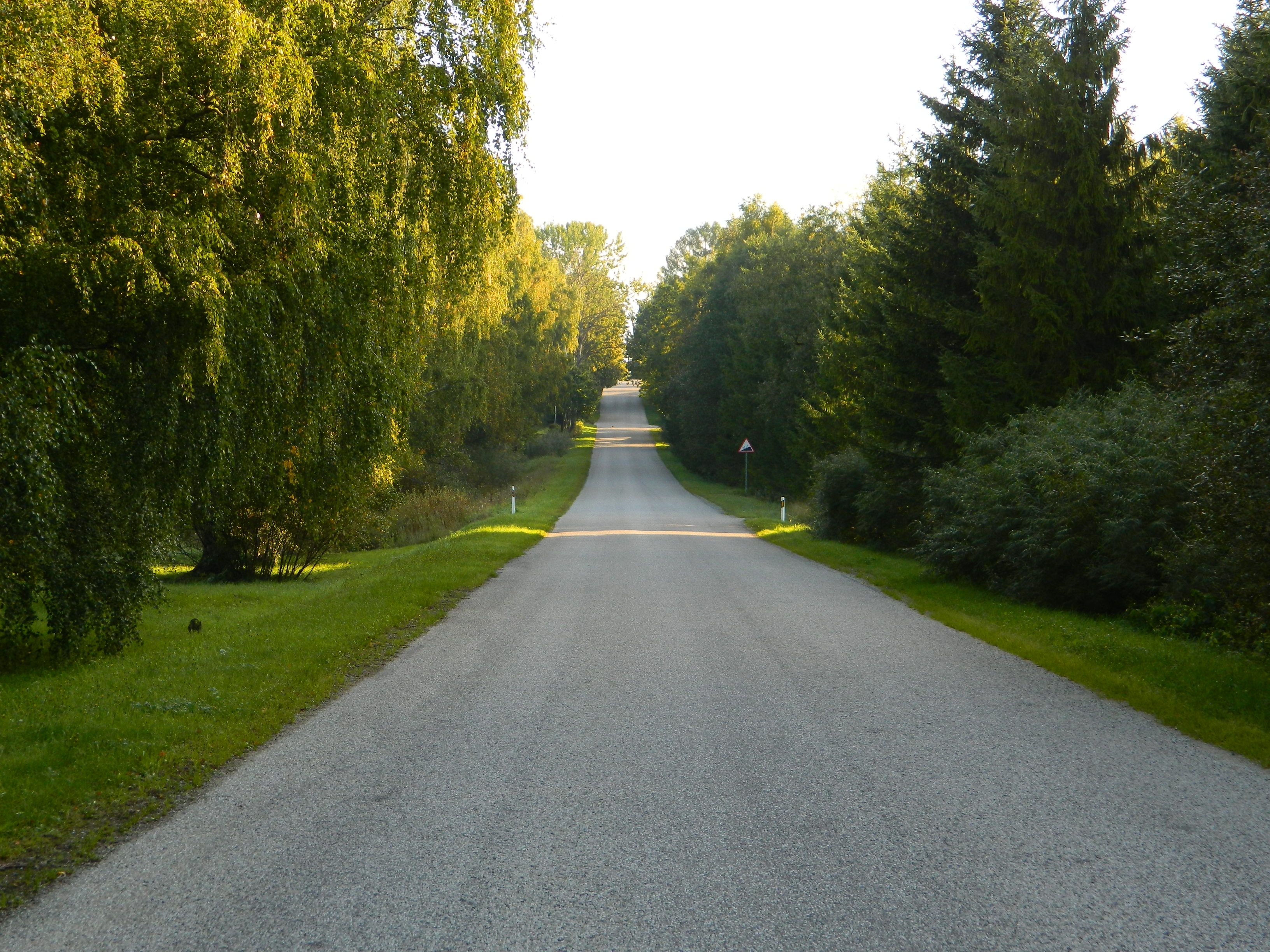
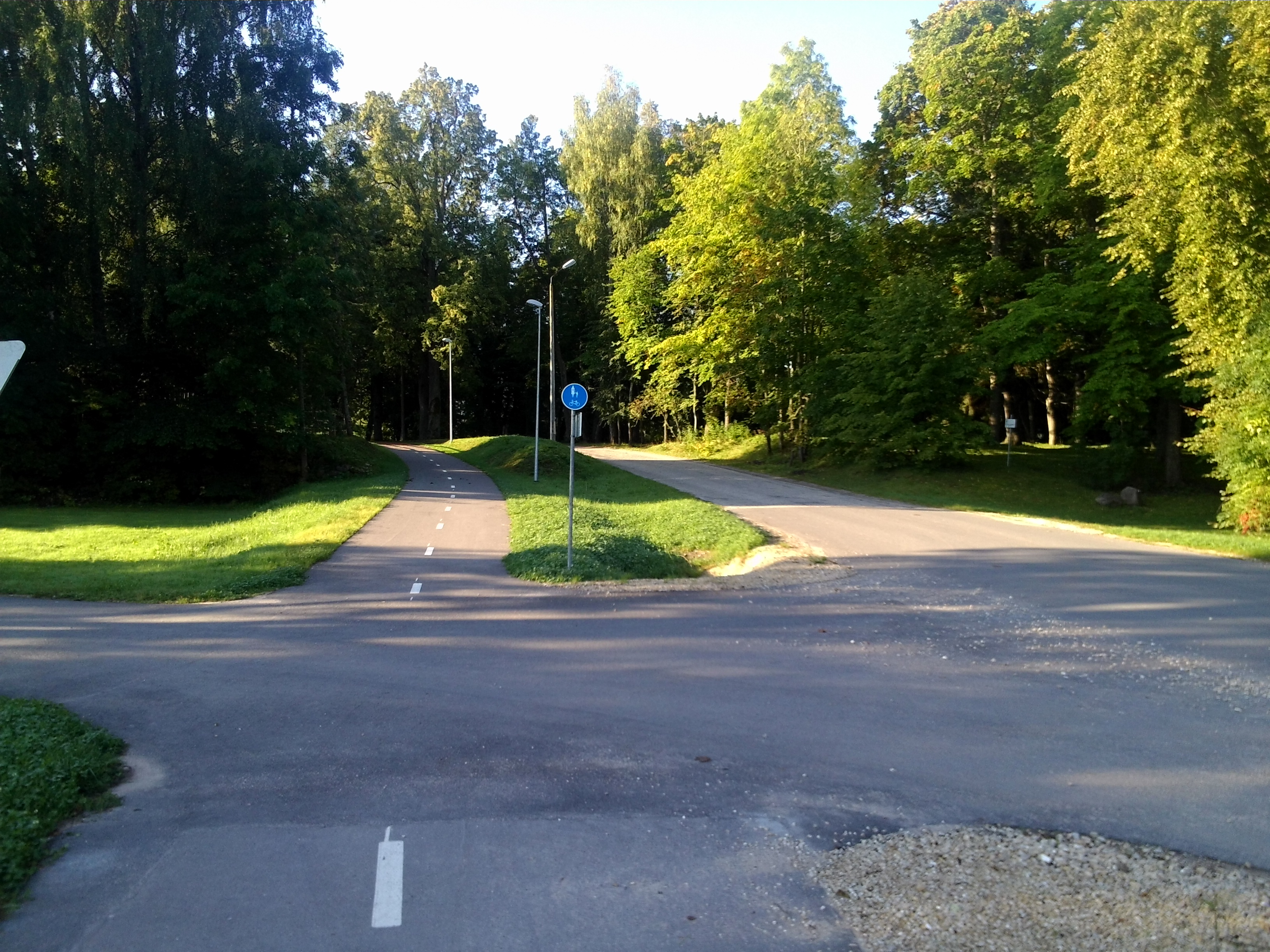
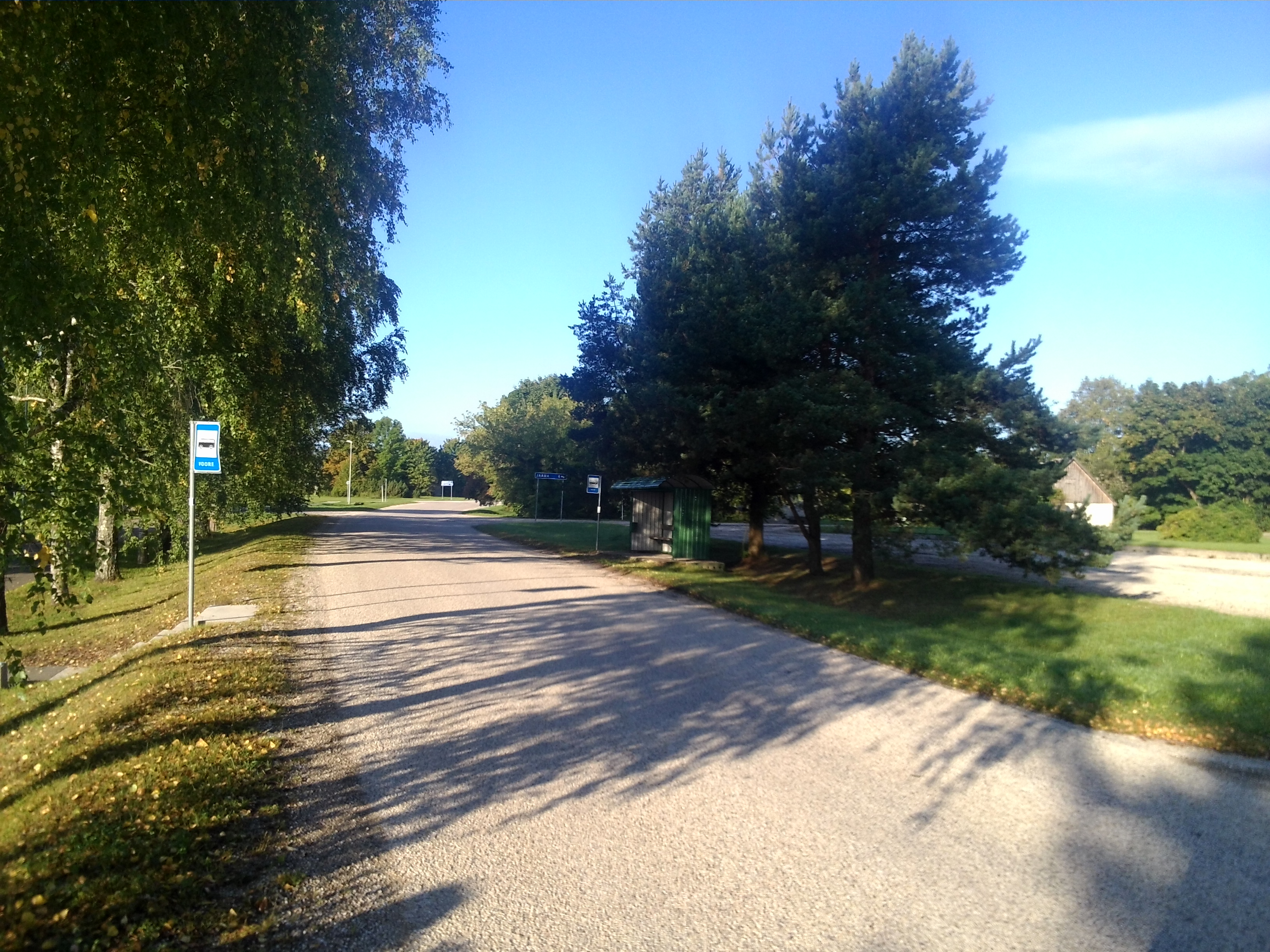
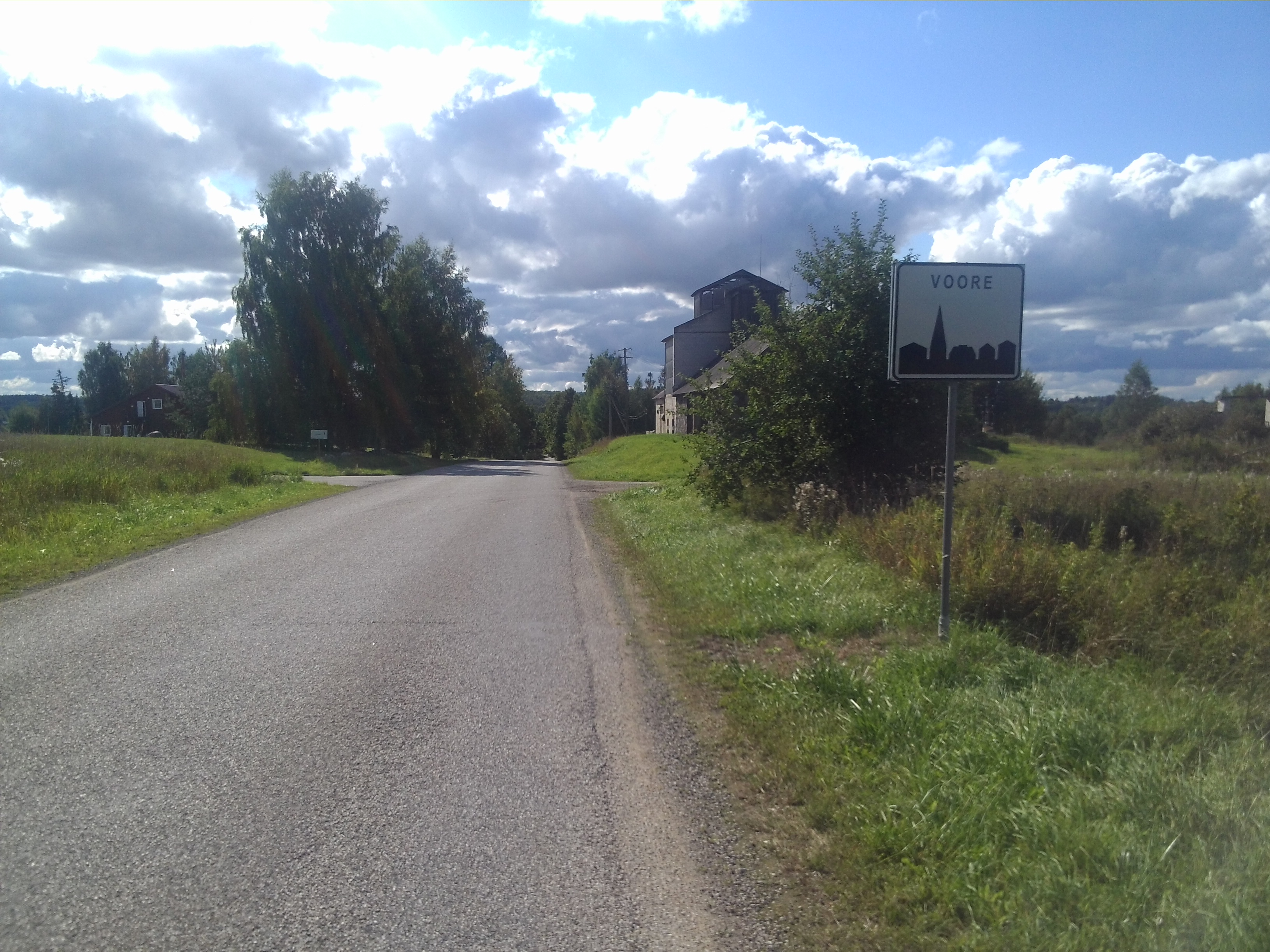

## Готельний комплекс

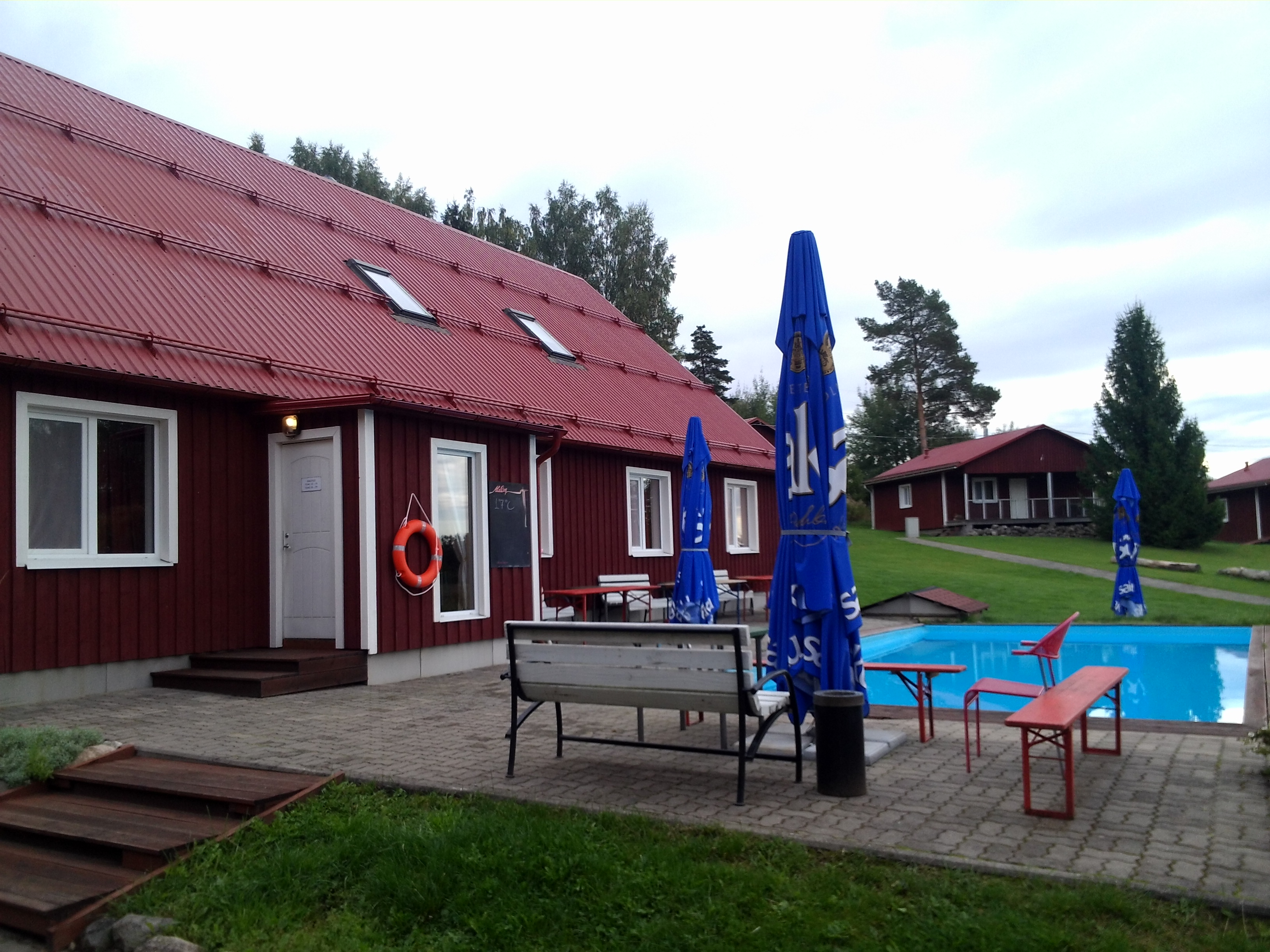
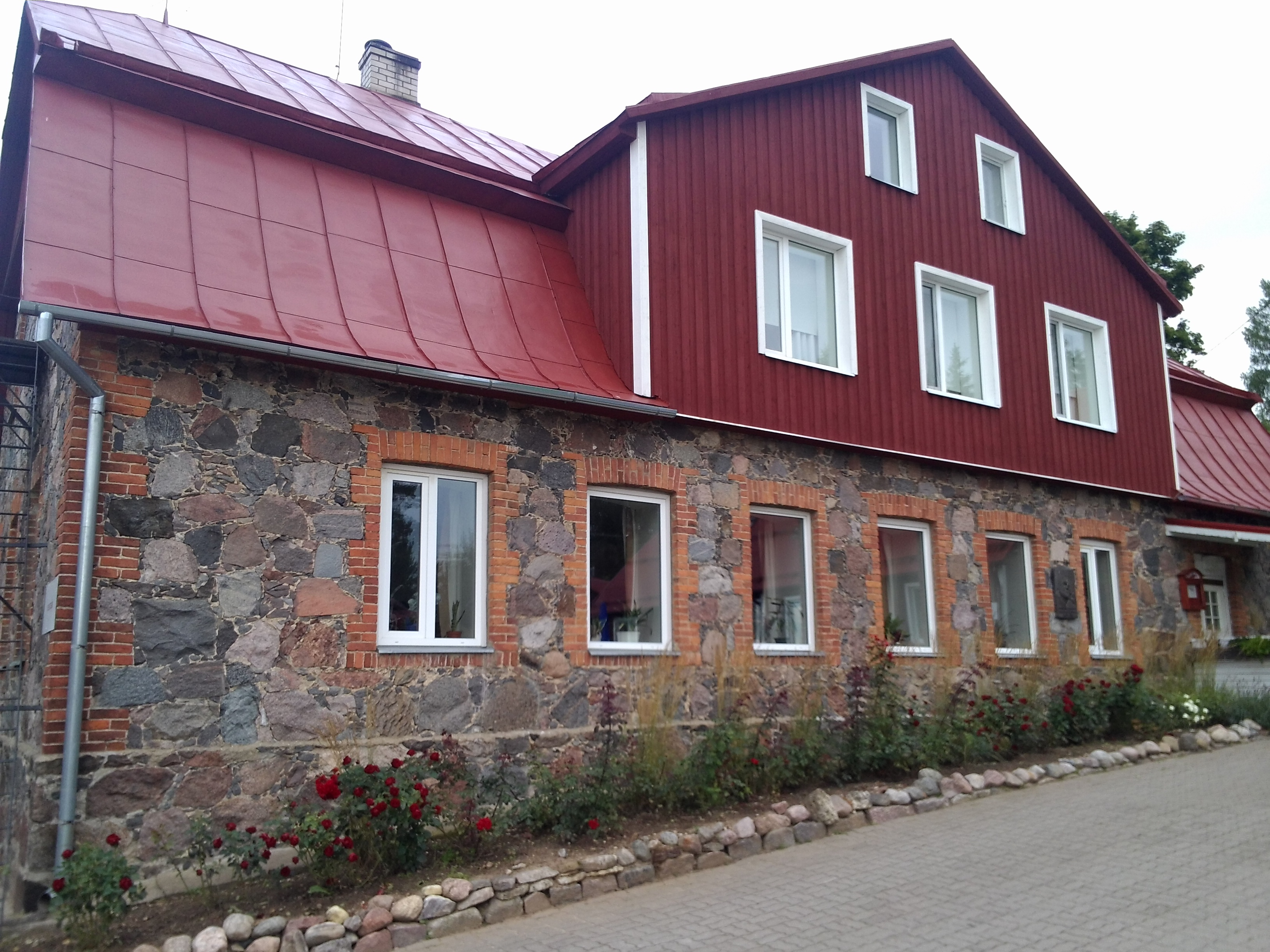
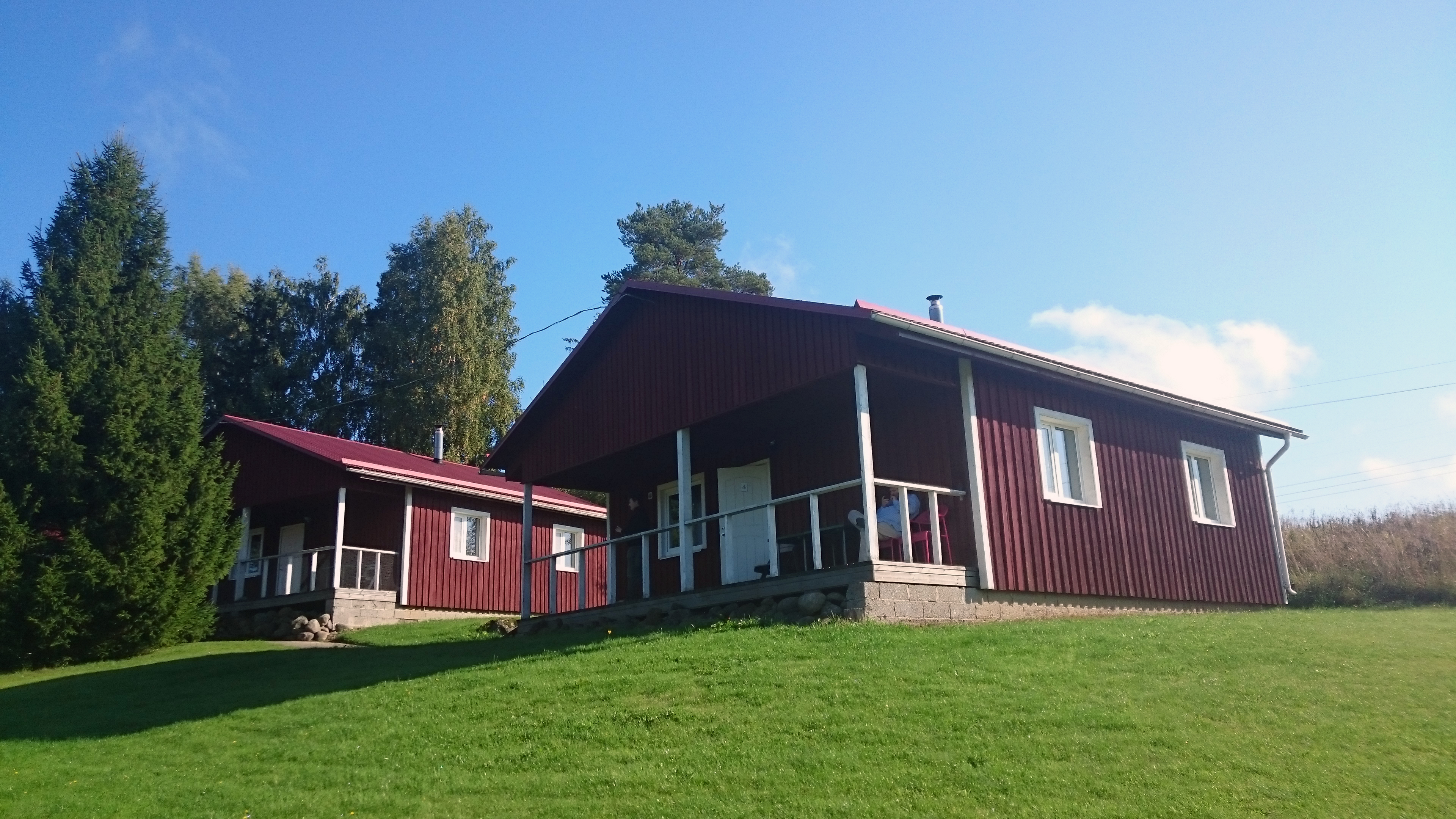
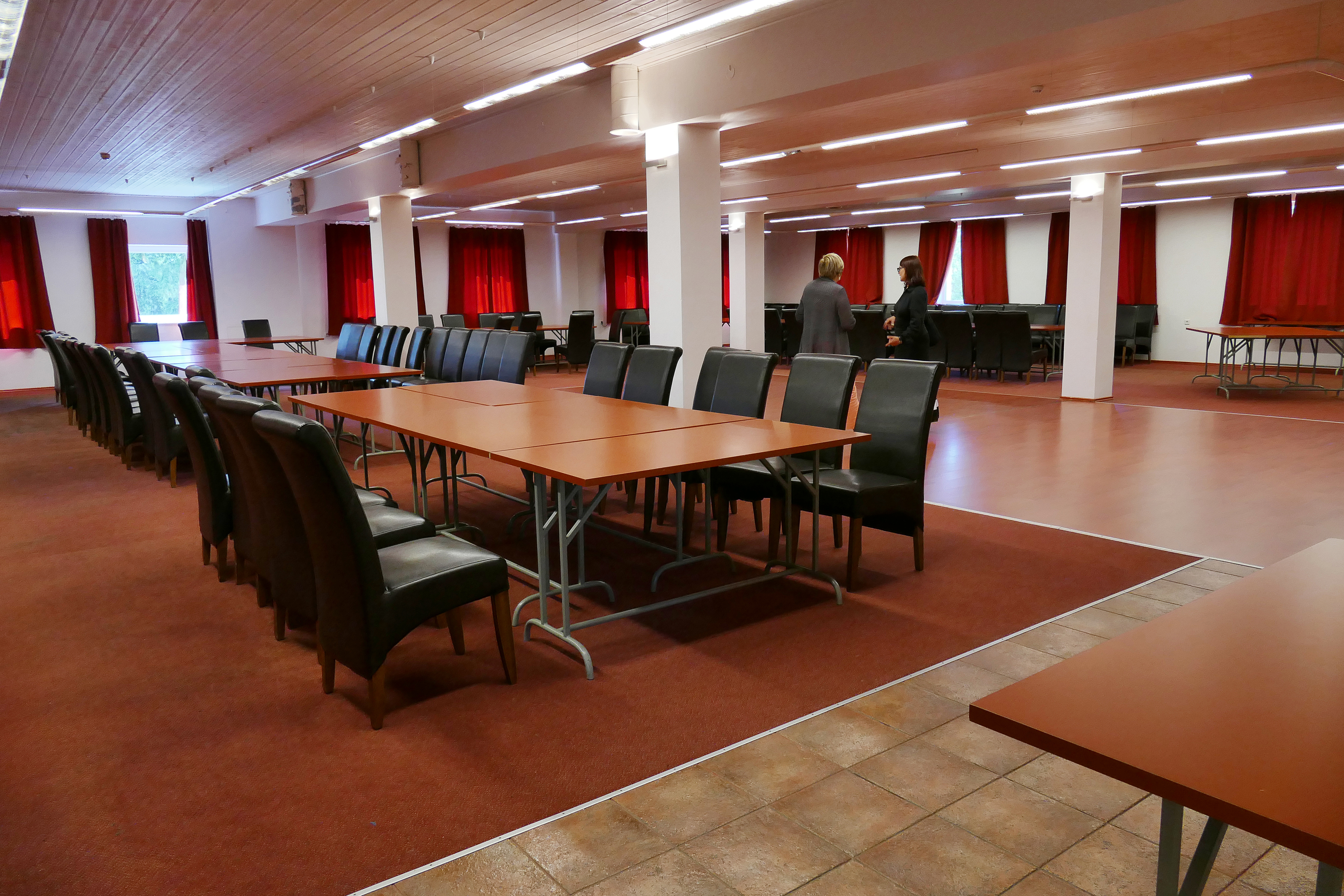
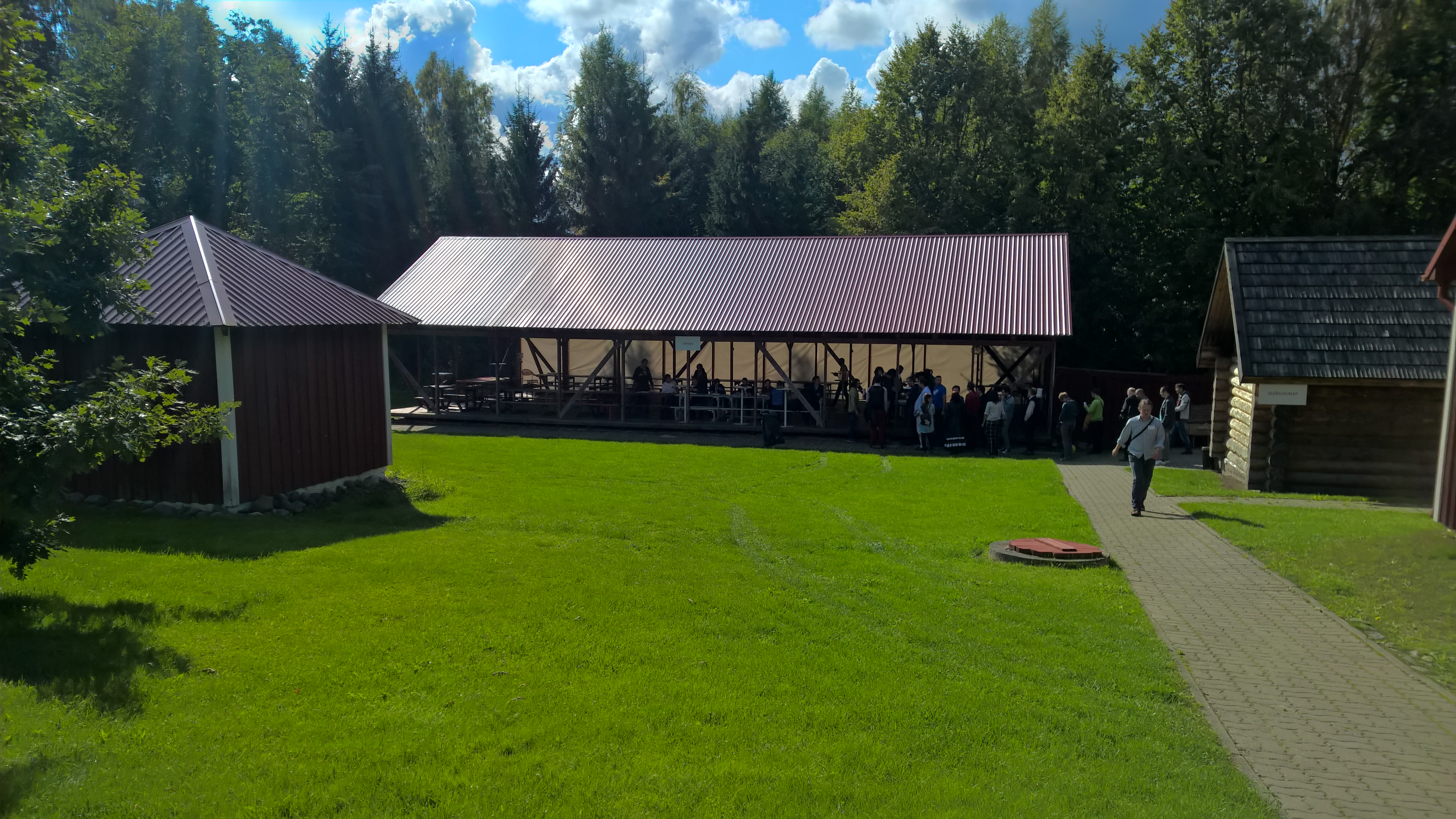
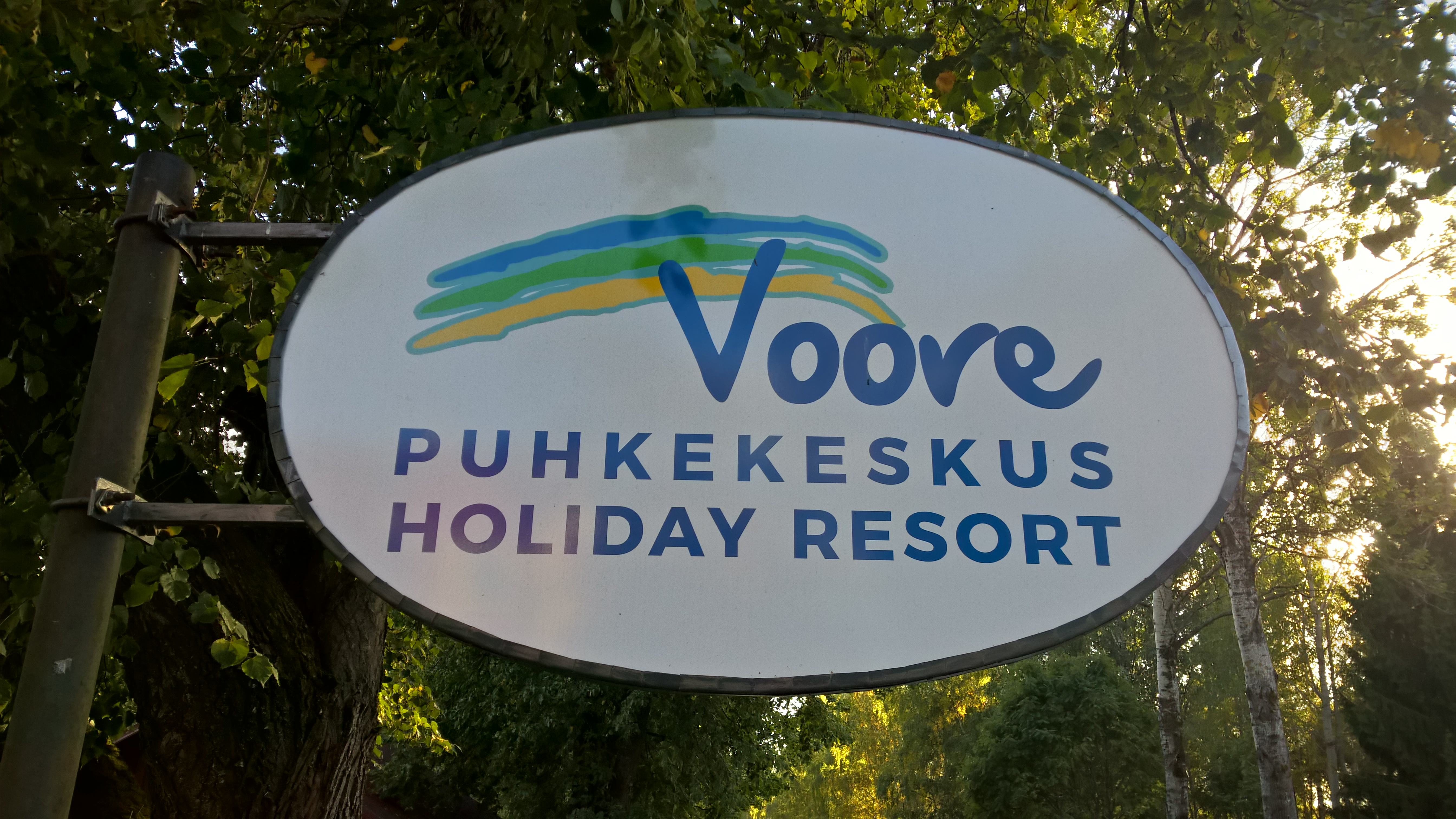
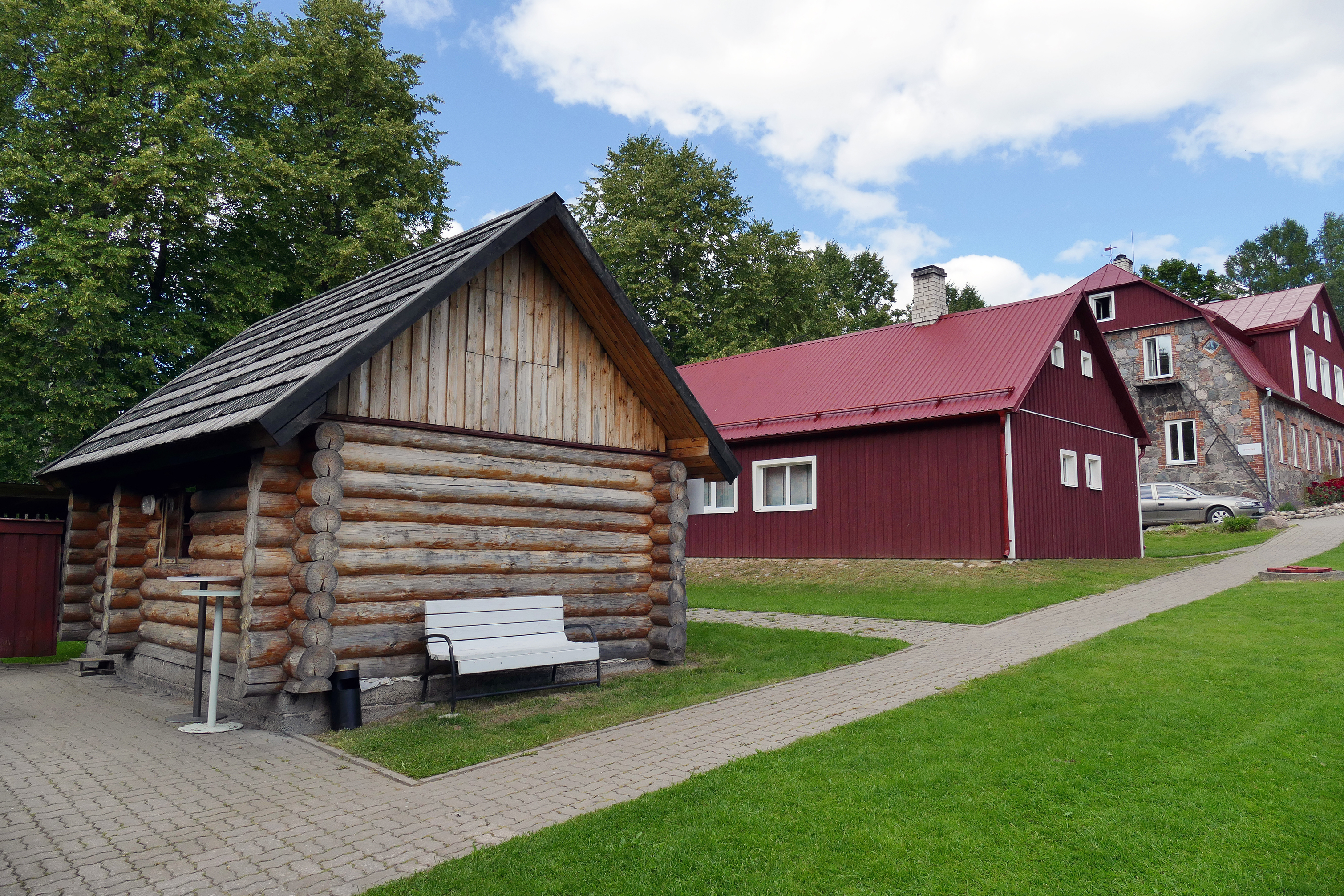

| Естонія | Це незавершена стаття з географії Естонії. Ви можете допомогти проєкту, виправивши або дописавши її. |

1. ↑  http://metaweb.stat.ee/get_classificator_file.htm?id=4412334&siteLanguage=et
2. ↑  Land and Spatial Development Board — 1990.